# 북위 46도
북위 46도는 적도로부터 46도 북쪽을 지나는 위선이다. 유럽, 아시아, 태평양, 북아메리카, 대서양을 지난다. 이 위도에서의 일조시간은 하지에는 15시간 45분, 동지에는 8시간 38분이다.

## 지나가는 지역

북위 46도선은 미국 워싱턴주와 오리건주 경계의 일부를 형성한다

북위 46도선은 본초 자오선으로부터 동쪽 방향으로 다음 지역을 지나간다.
| 좌표                                                    | 국가·지역·해역  | 비고 |
| ------------------------------------------------------- | --------------- | --- |
| 북위 46° 0′ 동경 0° 0′  / 북위 46.000° 동경 0.000°      | 프랑스          | |
| 북위 46° 0′ 동경 7° 0′  / 북위 46.000° 동경 7.000°      | 스위스          | |
| 북위 46° 0′ 동경 7° 53′  / 북위 46.000° 동경 7.883°     | 이탈리아        | 마조레호 |
| 북위 46° 0′ 동경 8° 49′  / 북위 46.000° 동경 8.817°     | 스위스          | 루가노호 |
| 북위 46° 0′ 동경 9° 1′  / 북위 46.000° 동경 9.017°      | 이탈리아        | 코모호 |
| 북위 46° 0′ 동경 13° 29′  / 북위 46.000° 동경 13.483°   | 슬로베니아      | 류블랴나 남쪽 통과 |
| 북위 46° 0′ 동경 15° 42′  / 북위 46.000° 동경 15.700°   | 크로아티아      | |
| 북위 46° 0′ 동경 17° 18′  / 북위 46.000° 동경 17.300°   | 헝가리          | |
| 북위 46° 0′ 동경 19° 4′  / 북위 46.000° 동경 19.067°    | 세르비아        | 약 7km |
| 북위 46° 0′ 동경 19° 9′  / 북위 46.000° 동경 19.150°    | 헝가리          | 약 4km |
| 북위 46° 0′ 동경 19° 12′  / 북위 46.000° 동경 19.200°   | 세르비아        | 약 2km |
| 북위 46° 0′ 동경 19° 14′  / 북위 46.000° 동경 19.233°   | 헝가리          | 약 5km |
| 북위 46° 0′ 동경 19° 18′  / 북위 46.000° 동경 19.300°   | 세르비아        | 수보티차 남쪽 통과 |
| 북위 46° 0′ 동경 20° 22′  / 북위 46.000° 동경 20.367°   | 루마니아        | |
| 북위 46° 0′ 동경 28° 6′  / 북위 46.000° 동경 28.100°    | 몰도바          | |
| 북위 46° 0′ 동경 28° 55′  / 북위 46.000° 동경 28.917°   | 우크라이나      | 오데사주 - 빌호로드드니스트로우스키 남쪽 통과                                                                                        |
| 북위 46° 0′ 동경 30° 22′  / 북위 46.000° 동경 30.367°   | 흑해            | |
| 북위 46° 0′ 동경 33° 37′  / 북위 46.000° 동경 33.617°   | 우크라이나      | 크림반도( 러시아가 합병) - 아르먄스크 남쪽 통과 헤르손주 - 촌하르반도와 아라바트 스핏 통과                                           |
| 북위 46° 0′ 동경 34° 51′  / 북위 46.000° 동경 34.850°   | 아조프해        | |
| 북위 46° 0′ 동경 37° 56′  / 북위 46.000° 동경 37.933°   | 러시아          | |
| 북위 46° 0′ 동경 48° 55′  / 북위 46.000° 동경 48.917°   | 카스피해        | |
| 북위 46° 0′ 동경 52° 55′  / 북위 46.000° 동경 52.917°   | 카자흐스탄      | 아랄해와 발하시호 |
| 북위 46° 0′ 동경 82° 30′  / 북위 46.000° 동경 82.500°   | 중화인민공화국  | 신장 위구르 자치구 |
| 북위 46° 0′ 동경 91° 0′  / 북위 46.000° 동경 91.000°    | 몽골            | |
| 북위 46° 0′ 동경 116° 18′  / 북위 46.000° 동경 116.300° | 중화인민공화국  | 내몽골 자치구 지린성 - 약 7km 내몽골 자치구 지린성 헤이룽장성 - 하얼빈 북쪽 30km                                                     |
| 북위 46° 0′ 동경 133° 41′  / 북위 46.000° 동경 133.683° | 러시아          | 프리모르스키 변경주 |
| 북위 46° 0′ 동경 137° 51′  / 북위 46.000° 동경 137.850° | 동해            | |
| 북위 46° 0′ 동경 141° 58′  / 북위 46.000° 동경 141.967° | 러시아          | 사할린섬 |
| 북위 46° 0′ 동경 142° 7′  / 북위 46.000° 동경 142.117°  | 오호츠크해      | |
| 북위 46° 0′ 동경 149° 56′  / 북위 46.000° 동경 149.933° | 러시아          | 쿠릴 열도의 우루프섬 |
| 북위 46° 0′ 동경 150° 13′  / 북위 46.000° 동경 150.217° | 태평양          | |
| 북위 46° 0′ 서경 123° 56′  / 북위 46.000° 서경 123.933° | 미국            | 오리건주 워싱턴주 오리건주와 워싱턴주의 경계 아이다호주 몬태나주 노스다코타주와 사우스다코타주의 경계 미네소타주 위스콘신주 미시간주 |
| 북위 46° 0′ 서경 85° 37′  / 북위 46.000° 서경 85.617°   | 미시간호        | |
| 북위 46° 0′ 서경 85° 0′  / 북위 46.000° 서경 85.000°    | 미국            | 미시간주 - 어퍼반도와 드러먼드섬 |
| 북위 46° 0′ 서경 83° 30′  / 북위 46.000° 서경 83.500°   | 휴런호          | 노스 해협 - 콕번섬과 매니툴린섬( 캐나다) 북쪽 통과                                                                                   |
| 북위 46° 0′ 서경 82° 13′  / 북위 46.000° 서경 82.217°   | 캐나다          | 온타리오주 퀘벡주 |
| 북위 46° 0′ 서경 70° 17′  / 북위 46.000° 서경 70.283°   | 미국            | 메인주 |
| 북위 46° 0′ 서경 67° 47′  / 북위 46.000° 서경 67.783°   | 캐나다          | 뉴브런즈윅주 - 프레더릭턴 북쪽 통과 노바스코샤주 (약 2km)                                                                            |
| 북위 46° 0′ 서경 64° 0′  / 북위 46.000° 서경 64.000°    | 노섬버랜드 해협 | |
| 북위 46° 0′ 서경 62° 54′  / 북위 46.000° 서경 62.900°   | 캐나다          | 프린스에드워드아일랜드주 |
| 북위 46° 0′ 서경 62° 28′  / 북위 46.000° 서경 62.467°   | 노섬버랜드 해협 | |
| 북위 46° 0′ 서경 61° 33′  / 북위 46.000° 서경 61.550°   | 캐나다          | 노바스코샤주 - 케이프브레턴섬 |
| 북위 46° 0′ 서경 59° 51′  / 북위 46.000° 서경 59.850°   | 대서양          | |
| 북위 46° 0′ 서경 1° 23′  / 북위 46.000° 서경 1.383°     | 프랑스          | 오레온섬 |

## 같이 보기
- 북위 45도
- 북위 47도